# Toni Rothmund
Toni Rothmund (née le 2 octobre 1877 à Barlt dans la province du Schleswig-Holstein et morte le 22 août 1956 à Karlsruhe) est une écrivain et  journaliste allemande.
Elle a écrit des romans biographiques, des poèmes et des contes.

## Biographie
Elle est la fille du pasteur de Barlt. À 11 ans, elle s'installe dans le pays de Bade. Avec ses parents puis son mariage avec un fonctionnaire des impôts originaire de ce pays, elle le visite et s'inspire de ses paysages pour ses poèmes. 

## Œuvre

### Romans
- Die Pfaueninsel (1919)
- Caroline Schlegel (1926)
- Glas – Ein Buch von deutscher Sehnsucht (1930)
- Gold? (1932)
- Die Herrin auf Birka 1935)
- Der unsichtbare Dom, roman sur Gutenberg (1937)
- Arzt oder Scharlatan, sur Mesmer (1939 et 1942)
- Menschen am Kreuzweg, nouvelles.
- Cornelie Schlosser, roman biographique (1953)
- Annette v. Droste-Hülshoff, roman biographique (1954)

### Contes
- Die Bernsteinperle
- Vom Allermärchenbaum

### Poésie
- Einsamkeiten
- Der Baum, der vor Winter noch einmal blühte

### Édition en français
- La plume savante : 4 contes, adaptation en français de Denise Gellini, Éd. Le Jardin d'essai, 2008